# Осада Ткварчели

Монумент в память о крушении Ми-8

Осада Ткварчели (груз. ტყვარჩელის ბრძოლა) — эпизод войны в Абхазии, безуспешная осада грузинскими войсками города Ткварчели с октября 1992 по сентябрь 1993 года. Российская сторона осуществляла гуманитарную и военную помощь осаждённому городу, который серьёзно пострадал от гуманитарного кризиса.

## Ход событий

### 1992 года
Наряду с Гудаутой Ткварчели стал главной абхазской цитаделью в ходе всей войны. В октябре 1992 года грузинские войска начали осаждать город, тем самым создав серьёзный гуманитарный кризис в той области. Так как в городе проживала большая российская диаспора, российские военные активно вмешались в кризис, поставляя гуманитарную и военную поддержку осаждённому Ткварчели. Российские военные вертолёты совершали регулярные рейсы в город, снабжая его продовольствием и медикаментами, эвакуировали гражданских лиц и оказывали поддержку защитникам города. Также, по некоторым данным, эти же вертолёты доставляли в Ткварчели российских добровольцев.
Несколько попыток заключить соглашение о перемирии потерпели неудачу и военные действия возобновились с новой силой к декабрю 1992 года. По всему фронту шли тяжёлые бои, зачастую сопровождавшиеся неприцельными артиллерийскими обстрелами. После взятия Гагры абхазскими силами, грузинские войска приняли ответные меры, подвергнув артиллерийскому обстрелу Ткварчели. Российская армия попыталась восстановить воздушное сообщение в условиях постоянных боестолкновений, но 14 декабря разбился вертолёт Ми-8, проводивший эвакуацию. В результате погибло от 52 до 64 человек (включая 25 детей). Хотя грузинские власти отрицали любую причастность к подрыву вертолёта, многие полагали, что вертолёт был подбит грузинскими силами. 16 декабря правительство Грузии направило предложение российским вооружённым силам вести эвакуацию своих граждан из Абхазии иными маршрутами, в первую очередь через Чёрное море, а также ограничить число прилётов из Гудауты — главной российской авиабазы в регионе.

### 1993 год
В феврале абхазы напали на грузинскую деревню Квираури, недалеко от Ткварчели, и взяли приблизительно 500 гражданских лиц в заложники, угрожая убить их, если грузинские силы не прекратят своё наступление в соседнем Очамчирском районе.

В абхазском городе Ткварчели запасов продуктов питания осталось всего на полторы недели. При этом число умерших от голода растёт с каждым днём. Среди жертв голодной смерти 60 % — русскоязычное население. Большое число умерших от голода русских жителей Ткварчели объясняется тем, что эта часть горожан, как правило, живёт в многоквартирных домах и не имеет своих земельных участков. В блокированном городе катастрофически не хватает не только продовольствия, но и медикаментов. Из-за плохого питания у многих жителей блокированного города началась цинга, а у большинства детей гемоглобин ниже нормы. 
— Коммерсантъ, 25 марта 1993
Прошлогодний вертолётный инцидент стал катализатором для более явного вмешательства Российских Вооружённых Сил в конфликт на стороне абхазских сил: по утверждениям грузинской стороны, в период перемирия (начиная с мая) под видом гуманитарной помощи 7-8 российских вертолётов МИ-8 ежедневно перевозили грузы в направлении Ткварчели, а 16 июня 30 КамАЗов и 3 автобуса доставили в осаждённый Ткварчели большую партию оружия. Поскольку в начале 1993 года абхазские войска удвоили усилия по захвату зоны вокруг столицы Абхазии Сухуми, борьба за Ткварчели стала более ожесточённой и перекинулась в соседние деревни, где осаждённые абхазские войска сделали несколько попыток вооружённых вылазок. Поворотный момент в сражении произошёл 14 июля, когда российская десантная группа выбила грузинские единицы из высот вокруг Ткварчели.
Утром 16 сентября абхазские силы, получив поддержку из Северного Кавказа в виде сильного подкрепления, нарушили сохранявшееся перемирие и начали одновременное наступление против Сухуми, Очамчири и грузинских сил, блокирующих Ткварчели. Грузины, не ожидавшие нападения, начали отступление и, после нескольких дней интенсивной борьбы, 27 сентября Сухуми был взят абхазскими войсками. Падение Сухуми привело к тому, что грузинские войска в Ткварчели оказались под угрозой осады и вынуждены были отступить. К 29 сентября 1993 года осада Ткварчели была снята.